# Rołando Kutirow
Rołando Kutirow (ur. 23 stycznia 1962) – macedoński szachista, arcymistrz od 1996 r., do 1993 r. występował pod nazwiskiem Redzepagić.

## Kariera szachowa
W 1985 r. uczestniczył w finale indywidualnych mistrzostw Jugosławii. Po powstaniu Macedonii znalazł się w krajowej czołówce, zmienił również nazwisko. W latach 1994, 1996 i 1998 wystąpił na szachowych olimpiadach, natomiast w 1997 r. – na drużynowych mistrzostwach Europy, rozegranych w Puli.
W 1993 r. podzielił IV m. w pierwszych mistrzostwach Macedonii, natomiast w 1995 r. zajął II m. w turnieju kołowym w Strumicy, który z racji obsady, nietypowego systemu rozgrywek oraz końcowych wyników wzbudził spore kontrowersje w świecie szachowym. W turnieju tym wzięło udział zaledwie 4 szachistów, którzy rozegrali ze sobą po 6 partii, a zwycięzcą został Zurab Azmaiparaszwili (2610) z niecodziennym wynikiem 16 pkt w 18 partiach, co dało mu wysokie zyski rankingowe. Rołando Kutirow (2425) uzyskał 11½ pkt (i również wysokie zyski w punktacji rankingowej), a pozostali dwaj w turnieju szachiści – zaledwie 4½ (Bojan Kurajica, 2585) oraz 4 (Nuchim Raszkowski, 2550), tracąc wiele punktów rankingowych.
Najwyższy ranking w karierze osiągnął 1 lipca 1996 r., z wynikiem 2525 punktów zajmował wówczas 1. miejsce wśród macedońskich szachistów. Od 2002 r. w turniejach klasyfikowanych przez Międzynarodową Federację Szachową rozegrał zaledwie kilkanaście partii.